# 인크레더블버즈
인크레더블버즈(Inkrediblebuzz Co. Ltd.)는 대한민국의 패션, 뷰티, 의료기기 브랜드 유통·마케팅 기업이다. 본사는 서울특별시 강남구 테헤란로 98길 15 5층(대치동, 송강빌딩)에 위치해 있으며 대표이사는 임신영이다. 웨스트라이즈에서 현재의 사명으로 변경하였다. 

## 역사
2024 인크레더블버즈, K뷰티 전문 유통업체 인수 추진 "제2의 실리콘투 만든다" 2024 인크레더블버즈, K뷰티 전문 유통업체 인수 추진 "제2의 실리콘투 만든다" 2025년 
자본잉여금 약 1660억원을 활용한 결손금 해소를 추진하고 있다

## 참고 문헌
1. ↑  2024 인크레더블버즈, K뷰티 전문 유통업체 인수 추진 "제2의 실리콘투 만든다"', 파이낸셜뉴스, 2024년 9월 10일
2. ↑  인크레더블버즈 임신영 대표 "글로벌 1등 제품으로 슬로우에이징 공략..아미노산 시장 열린다"', 머니투데이, 2024년 8월 23일
3. ↑  인크레더블버즈, 자본잉여금으로 결손금 해소 검토 파이낸셜뉴스 2025.03.06